# Ludolf Backhuysen

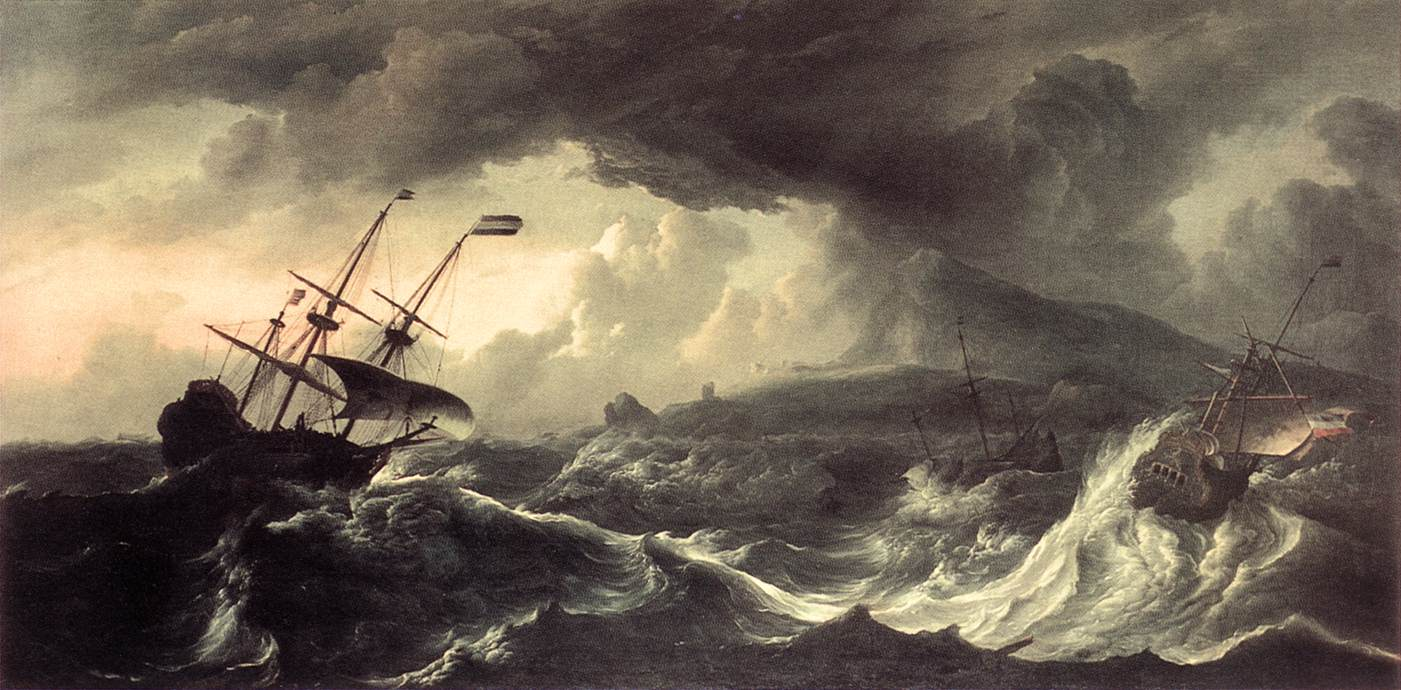
Barcos encallando en una tormenta por Ludolf Backhuysen, años 1690, óleo sobre lienzo, 173,5 x 341 cm, Museos reales de Bellas Artes de Bruselas.

Ludolf Backhuysen (o Bakhuizen) (Emden, Hánover, 28 de diciembre de 1630-Ámsterdam, 17 de noviembre de 1708) fue un pintor y grabador neerlandés.
Bakhuysen comenzó su carrera como contable. Tenía una bella caligrafía y amaba la aritmética. Trabajando para un rico comerciante de Ámsterdam descubrió una inclinación tan fuerte hacia la pintura que abandonó el negocio y se dedicó al arte. Estudió primero con Allart van Everdingen y luego con Hendrick Jacobsz Dubbels, dos eminentes maestros de la época, y pronto elogiaron sus marinas.
Fue un ardiente estudioso de la naturaleza, y frecuentemente se expuso en el mar en un bote abierto para estudiar los efectos de las tormentas. Sus composiciones, que son numerosas, son casi todas variaciones sobre el mismo tema, el mar, y en un estilo peculiarmente suyo, marcado por un intenso realismo o fiel imitación de la naturaleza. En sus últimos años, Backhuysen empleó sus habilidades en el grabado y la caligrafía.
En vida, Backhuysen recibió la visita de Cosme II de Médici y Pedro el Grande. En 1699 abrió una galería en la planta superior del famoso ayuntamiento de Ámsterdam. Tras una visita a Inglaterra, falleció en Ámsterdam el 17 de noviembre de 1708.

## Referencias

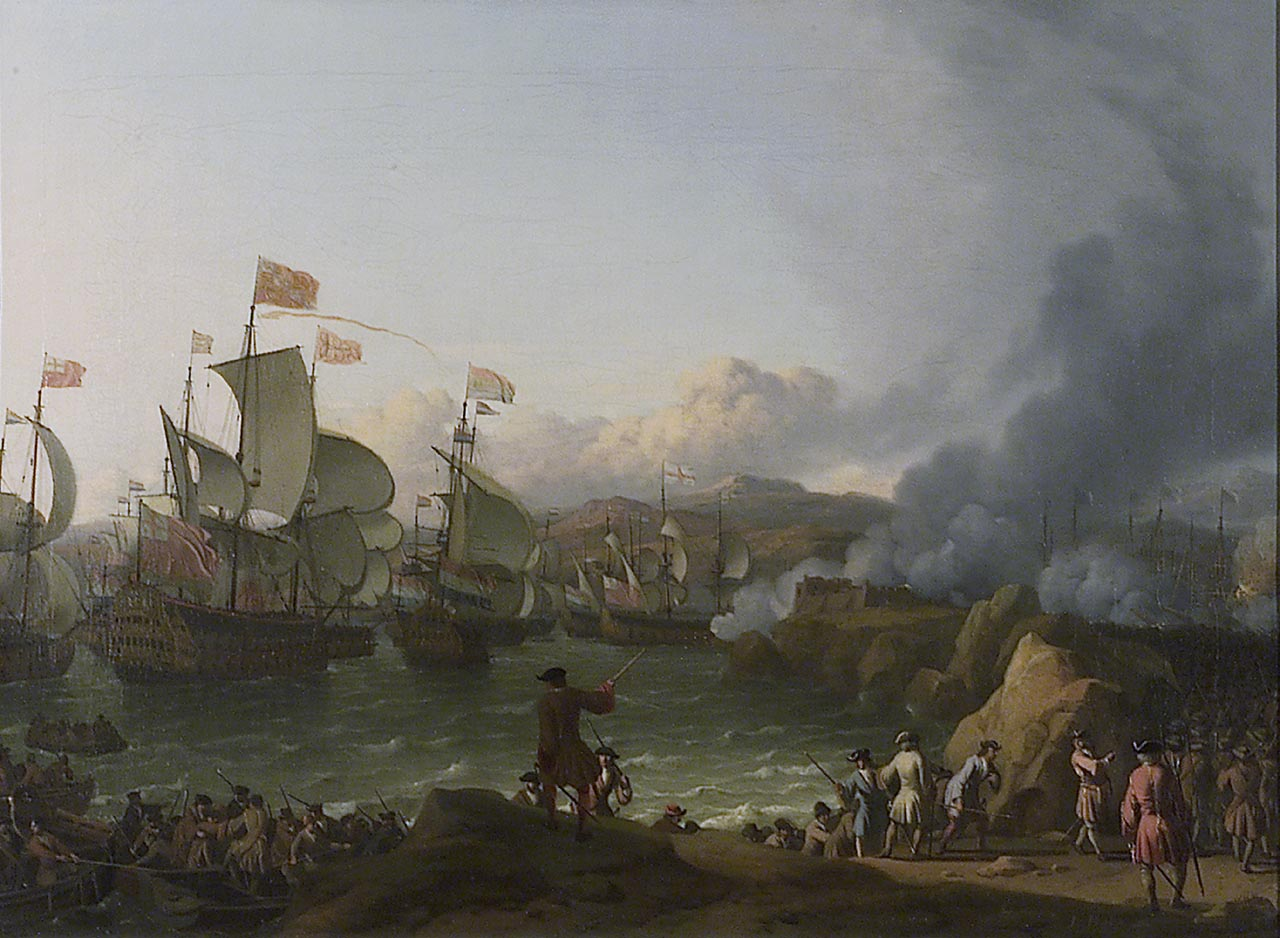
Batalla de la bahía de Vigo por Ludolf Backhuysen, 1702.